# 红十月农村居民点 (帕拉索夫卡区)
红十月农村居民点（俄语：Краснооктябрьское сельское поселение）是俄罗斯联邦伏尔加格勒州帕拉索夫卡区所属的一个农村居民点。其下辖有3个居民点，行政中心为红十月镇。据2016年统计，该农村居民点的人口为2306人。